# Panattoni
Panattoni Development Company — американське підприємство, що займається будівництвом і використанням промислових і складських приміщень, заснована в 1986 році Карлом Панаттоні в Сакраменто. Компанія має 53 офіси в Північній Америці, Європі та Азії. Його глобальне портфоліо включає понад 54 мільйони квадратних метрів готових приміщень для понад 2500 клієнтів. Будучи провідним гравцем у цій галузі, компанія приділяє значну увагу місцевим активам і екологічним рішенням у сфері нерухомості.
Перший європейський офіс Panattoni був відкритий у Польщі у 2005 році, де досі знаходиться штаб-квартира європейського відділення у Варшаві. Його від самого початку очолює Роберт Добжицький. Згодом компанія завоювала стабільні позиції в Європі. На цей час Panattoni має філії в 15 країнах Європи: Велика Британія, Чехія, Австрія, Люксембург, Німеччина, Нідерланди, Іспанія, Польща, Угорщина, Франція, Італія, Швеція, Данія, Португалія та Бельгія.
У 2021 році в рейтингу журналу PropertyEU Panattoni всьоме поспіль визнали найбільшим девелопером Європи. Згідно з рейтингом консалтингової компанії Bulwiengesa, Panattoni є найбільшим девелопером логістичних площ у Німеччині на 2019–2023 роки.